# 趙博宣
赵博宣（?—?），唐朝冀州人，赵涓之子。
赵博宣登进士第，他文章豪迈，性情率真好喝酒。唐德宗时，陈许节度使曲环征辟为从事，宾筵之间多有忽略，曲环不能容他。朝廷讨伐淮、蔡，曲环诬奏赵博宣接受吴少诚贿赂为反间，又妄说国家祸福，煽动军情。当时赵博宣权知舞阳县事，诏令曲环决杖四十，流放康州，时人都以为他是冤枉。